# Bradysia huoditangana
Bradysia huoditangana är en tvåvingeart som beskrevs av Yang och Zhang 1989. Bradysia huoditangana ingår i släktet Bradysia och familjen sorgmyggor. Inga underarter finns listade i Catalogue of Life.